# مدال ریچارد همینگ مؤسسه مهندسان برق و الکترونیک
مدال ریچارد همینگ مؤسسه مهندسان برق و الکترونیک (به انگلیسی: IEEE Richard W. Hamming Medal)جایزه‌ای است که هرساله به (تا) سه نفر از افرادی که در زمینه‌های علوم اطلاع‌رسانی، سامانه‌های اطلاعاتی و فناوری اطلاعات دست‌آوردهای برجسته‌ای داشته باشند٬توسط آی‌تریپل‌ئی اهدا می‌گردد.
به دریافت‌کننده یک مدال طلا، مشابه برنزی، گواهی‌نامه و جایزه‌ای مالی داده می‌شود.
این جایزه در سال ۱۹۸۶ توسط مؤسسه مهندسان برق و الکترونیک پایه‌گذاری شد و حامی مالی آن کوالکام است. این جایزه به نام ریچارد همینگ، که تأثیرات زیادی در علوم رایانه و مخابرات داشت نام‌گذاری شده‌است. از دست‌آوردهای همینگ می‌توان به کد همینگ و کد تصحیح خطا اشاره کرد.

## دریافت‌کننده‌ها
این افراد مدال همینگ را دریافت کرده‌اند:
- ۱۹۸۸ - ریچارد همینگ
- ۱۹۹۰ - دنیس ریچی و کنت تامسون
- ۱۹۹۲ - لطفی زاده
- ۱۹۹۷ - تامس ام. کاور
- ۲۰۱۲ - امین شکراللهی، میشائیل لابی

## نوشتارهای مرتبط
- ریچارد همینگ
- Institute of Electrical and Electronics Engineers